# Blake Martinez
* solo in precampionato e/o in squadra di allenamento
Blake Edmon Martinez (Tucson, 9 gennaio 1994) è un giocatore di football americano statunitense che milita nel ruolo di linebacker per i Pittsburgh Steelers della National Football League (NFL).

## Carriera universitaria
Martinez, che è un discendente di messicani-americani, è nato a Tucson in Arizona da Marc e Carrisa Martinez e cominciò a giocare a football alla locale Canyon del Oro High School dove ricoprì i ruoli di tight end, running back e linebacker, e dove praticò anche atletica, pallacanestro e pallavolo. Successivamente ricevette offerte di borse di studio da diverse università, come Stanford, Boise State, Oregon State e San Josè, nonché l'interesse dell'Università dell'Arizona, dell'Università dell'Oregon, dell'Università statale di San Diego, della Northern Arizona e dell'Università statale dell'Arizona, scegliendo alla fine Stanford dove giocò con i Cardinal dal 2012 al 2015.

## Carriera professionistica

### Green Bay Packers
Martinez fu scelto nel corso del quarto giro (131º assoluto) del Draft NFL 2016 dai Green Bay Packers.

#### Stagione 2016
Con il vetereno Clay Matthews tornato nel ruolo di outside linebacker, Martinez divise il ruolo di inside linebacker con Jake Ryan. Nella sua prima stagione disputò 13 partite, 9 delle quali come titolare, con 69 tackle, un sack e un intercetto. Disputò anche 3 gare nei playoff, di cui una come titolare.

#### Stagione 2017
Nel 2017 Martinez divenne stabilmente l'inside linebacker titolare della difesa dei Packers, chiudendo la stagione come leader della NFL in tackle con 144 (alla pari con Preston Brown dei Buffalo Bills e di Joe Schobert dei Cleveland Browns). Inoltre mise a segno un sack, un intercetto e forzò un fumble, disputando tutte le 16 partite da titolare.

#### Stagione 2018
Martinez fu titolare in tutte le 16 partite della stagione 2018 facendo registrare 144 tackle totali (91 solitari) e cinque sack, concludendo secondo per numero di tackle tra tutti i giocatori della lega, dietro solo a Darius Leonard.

#### Stagione 2019

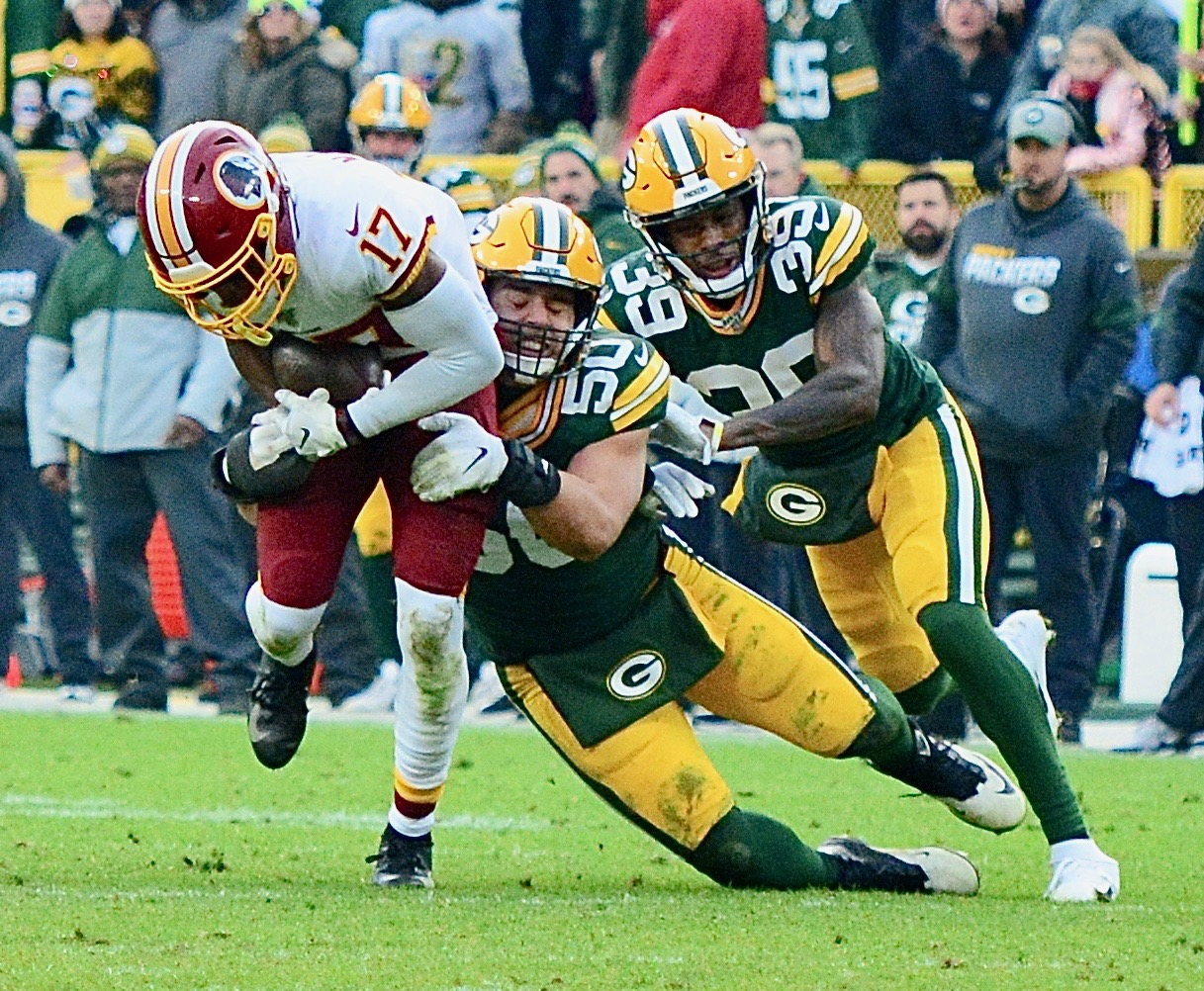
Martinez (n. 50) contro Washington nel 2019

Nel settimo turno della stagione 2019 Martinez pareggiò il proprio primato personale con 16 placcaggi e forzò anche un fumble sulla linea di una yard su Derek Carr nella vittoria contro gli Oakland Raiders. La sua stagione si chiuse al secondo posto della NFL con 155 tackle.

### New York Giants

#### Stagione 2020
Il 16 marzo 2020 Martinez firmò con i New York Giants un contratto triennale del valore di 30 milioni di dollari. La sua annata si chiuse al terzo posto della NFL con 151 tackle.

#### Stagione 2021
Nella partita di settimana 3 contro gli Atlanta Falcons Martinez riportò un infortunio al legamento crociato anteriore che gli fece terminare la stagione. Il 1º settembre 2022 Martinez fu svincolato dai Giants.

### Las Vegas Raiders

#### Stagione 2022
Il 4 ottobre 2022 Martinez firmò per la squadra di allenamento dei Las Vegas Raiders e poi, tre giorni dopo, per il roster attivo. Martinez debuttò con i Raiders nella partita della settimana 5, la sconfitta 29-30 contro i rivali di division dei Kansas City Chiefs.

### Ritiro e attività vendita carte Pokemon
Il 10 novembre 2022, dopo aver giocato quattro partite con i Raiders facendo registrare 20 tackle e essendo risultato il primo della squadra per numero di placcaggi nell'ultima partita disputata contro i Jacksonville Jaguars con 11 (8 solitari), Martinez annunciò il suo ritiro dal football professionistico dopo una carriera di sette anni.
Poco dopo fu riportato che il ritiro di Blake era avvenuto due settimane dopo che aveva venduto una rara carta Pokemon per 672.000 dollari, mentre il contratto annuale con i Raiders a cui aveva rinunciato gli avrebbe garantito poco più di 1 milione di dollari.
Nel febbraio 2023 Martinez affermò che stava continuando la sua attività di vendita di carte Pokemon e che dopo sette mesi aveva guadagnato più di 5 milioni di dollari. Blake aveva avviato una sua compagnia, denominata Blake's Breaks, in cui erano impiegati circa 20 persone a tempo pieno per produrre e trasmettere in diretta per 16 ore al giorno su Whatnot, piattaforma dedicata alla compravendita di carte sportive, oggetti di moda, articoli di lusso e altra memorabilia, diventandone uno dei principali canali.
Nell'agosto 2023 il canale di Martinez sulla piattaforma Whatnot fu accusato di truffare gli acquirenti manipolando giochi simili a quelli dei casinò: emersero quindi numerosi video di esempi delle presunte truffe e la comunità degli acquirenti di carte Pokemon avviò delle proprie indagini sulle presunte truffe, inclusa una serie di video pubblicati su YouTube dallo streamer RattlePokemon. Queste accuse hanno portato Whatnot a bandire permanentemente la società di Blake e altri associati dalla piattaforma, nonché ad implementare ulteriori protocolli per impedire future truffe.
Martinez, che fu svincolato ufficialmente dai Raiders solo il 17 ottobre 2023, il 25 ottobre 2023 fece un provino con i Carolina Panthers, nel tentativo di riaprire la sua carriera nella NFL dopo i problemi della sua attività da imprenditore.

### Carolina Panthers
Il 7 novembre 2023 Martinez firmò per la squadra di allenamento dei Carolina Panthers.

### Pittburgh Steelers
Il 22 novembre 2023 Blake lasciò la squadra di allenamento dei Panthers per firmare per il roster attivo dei Pittsburgh Steelers.

## Statistiche

### Stagione regolare
| Stagione | Stagione | Stagione | Stagione | Difesa  | Difesa  | Difesa  | Difesa | Difesa | Difesa | Difesa |
| Anno     | Squadra  | P        | PT       | T. tot. | T. sol. | T. ass. | Sack   | Int.   | PD     | FF     |
| -------- | -------- | -------- | -------- | ------- | ------- | ------- | ------ | ------ | ------ | ------ |
| 2016     | GB       | 13       | 9        | 69      | 47      | 22      | 1,0    | 1      | 0      | 0      |
| 2017     | GB       | 16       | 16       | 144     | 96      | 48      | 1,0    | 1      | 0      | 1      |
| 2018     | GB       | 16       | 16       | 144     | 91      | 53      | 5,0    | 0      | 0      | 0      |
| 2019     | GB       | 16       | 16       | 155     | 97      | 58      | 3,0    | 1      | 2      | 1      |
| 2020     | NYG      | 16       | 16       | 151     | 86      | 65      | 3,0    | 1      | 5      | 2      |
| 2021     | NYG      | 3        | 3        | 23      | 11      | 12      | 0,0    | 0      | 0      | 0      |
| 2022     | LV       | 4        | 2        | 20      | 14      | 6       | 0,0    | 0      | 0      | 0      |
| Totale   | Totale   | 84       | 78       | 706     | 442     | 264     | 13,0   | 4      | 7      | 4      |

### Playoff
| Stagione | Stagione | Stagione | Stagione | Difesa  | Difesa  | Difesa  | Difesa | Difesa | Difesa | Difesa |
| Anno     | Squadra  | P        | PT       | T. tot. | T. sol. | T. ass. | Sack   | Int.   | PD     | FF     |
| -------- | -------- | -------- | -------- | ------- | ------- | ------- | ------ | ------ | ------ | ------ |
| 2016     | GB       | 3        | 1        | 5       | 4       | 1       | 0,0    | 0      | 0      | 0      |
| 2019     | GB       | 2        | 2        | 19      | 13      | 6       | 0,0    | 0      | 0      | 0      |
| Totale   | Totale   | 5        | 3        | 24      | 17      | 7       | 0,0    | 0      | 0      | 0      |

Fonte: Football Database
In grassetto i record personali in carriera —      leader della lega
Statistiche aggiornate al 22 novembre 2023